# Гай Цільній Меценат
Гай Цильній Мецена́т (лат. Gaius Cilnius Maecenas; 13 квітня 68 до н. е. — 8 до н. е.) — давньоримський державний діяч і покровитель мистецтв.

## Біографія

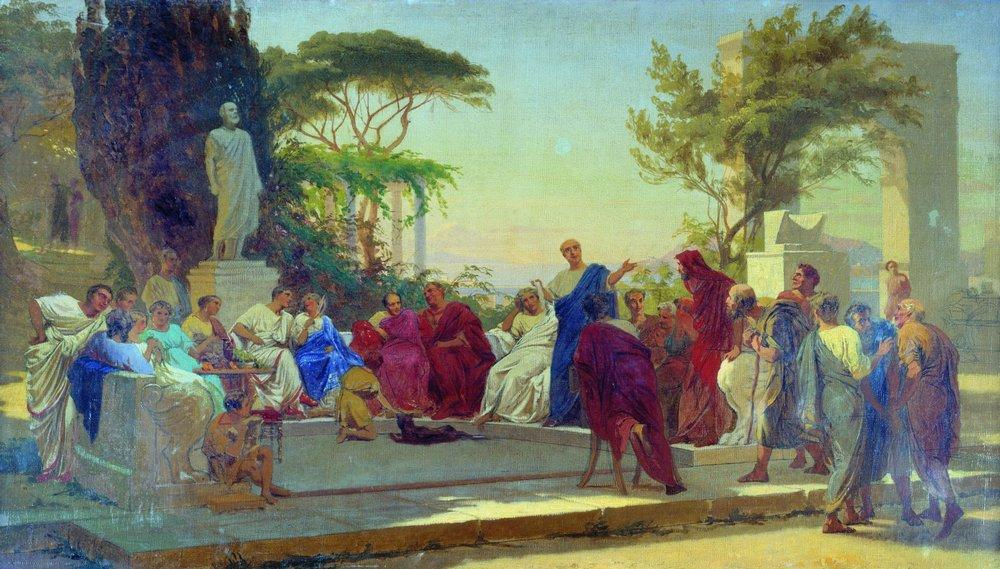
Горацій виступає перед Меценатом. Картина Федора Броннікова, 1863 р.

Походив зі стародавнього етруського роду Цільніїв (лат. Cilnii). Гай Цільній Меценат народився, як припускають, між 74 і 64 роками до н. е. і за народженням належав до стану вершників.
Меценат був переконаний у необхідності монархічного правління Римом і вважаючи Октавіана найвідповіднішим ідеалу правителя, він став на його бік під час громадянської війни та часто виконував важливі його доручення. Так, він був серед послів, які повинні були в Брундізії влаштувати примирення Марка Антонія з Октавіаном; під час війни із Секстом Помпеєм йому двічі доводилося вгамовувати народні протести в Римі; після битви при Акціумі він зруйнував задуми молодого Емілія Лепіда.
По закінченні війни Меценат жив у Римі і за відсутності Октавіана Августа вів державні справи, не займаючи жодної офіційної посади, але був разом з Агріппою найвпливовішим довіреним другом і помічником Августа та брав діяльну участь у всіх діях імператора з облаштування держави і зміцненню влади. У своїх відносинах до Августа він був вільний від низькопоклонства і підлещування і висловлював з повною свободою свої погляди, часто цілком протилежні до планів імператора. Своєю близькістю до Августа він користувався для того, щоб стримувати пристрасні пориви, які нерідко доводили імператора до жорстокості. Стали історичними передані Діоном Кассієм (Dio Cass., 54, 6) слова: «Surge tandem, carnifex!» (Та годі ж тобі, м'яснику!), якими Меценат одного разу утримав Августа від підписання багатьох смертних вироків.

## Репутація

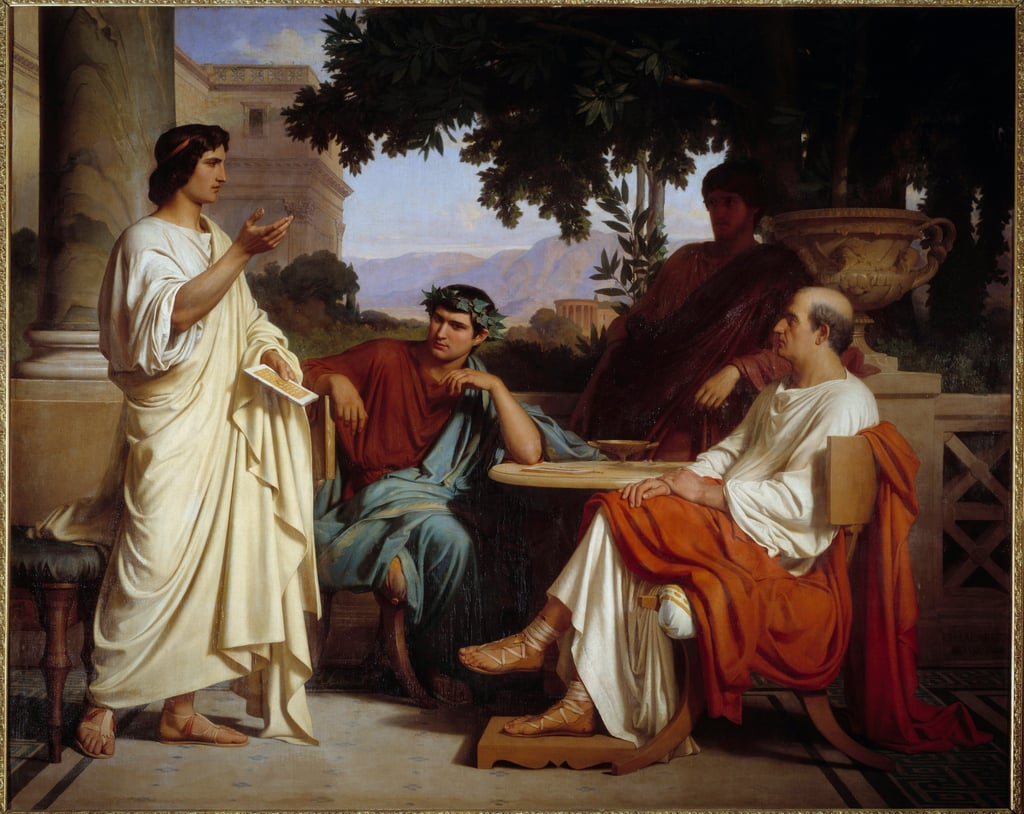
Горацій, Вергілій та Варій в будинку Мецената. Картина Шарля Франсуа Джалаберта, XIX ст.

Найкращі поети того часу вважали Мецената уважним і дбайливим покровителем і захисником. Заслуги його перед ними це так само і заслуги перед римською (латинською) поезією. Вергілію він надав допомогу проти насильства з боку одного центуріона і клопотався про повернення йому забраних у нього маєтків, про що поет розповідає у своїх «Георгіках». Горацію він подарував свій сабінський маєток. Окрім того, допомагав становленню поета Мелісса.
Шанувальник основ Епікурейської філософії, Меценат віддавався насолодам також мірою, яка навіть заможним римлянам того часу здавалася надмірною. Був захопленим виноробом. У своєму маєтку в Цизальпійській Галлії виробляв вино, яке називалося «Меценатіан» та мало попит серед римлян.
У 40-30-х роках до н. е. він організував гурток літераторів, в якому провідними фігурами стали Вергілій, лірик Горацій і драматург Варій. Нова поетична школа швидко досягла блискучих успіхів: Горацій завершив «Сатири» (30 р. до н. е.) та «Еподи», за рік Вергілій прочитав переможцеві Октавіану свої «Георгіки», а Варій на тріумфальних іграх поставив популярну тоді трагедію «Фієст» (текст утрачено). Члени гуртка Мецената запозичили в своїх літературних попередників — неотериків, високу поетичну техніку. Але, якщо неотерики були тут радше теоретиками, то меценатівці вже засвоювали мистецькі знахідки; якщо в перших стиль був темним, то в других — уже прозорим; якщо неотериків цікавило передовсім приватне, інтимне життя («otium»), то меценатівців — насамперед життя суспільне, державне («negotium»). Окрім того, Меценат забезпечував членам гуртка зв'язок з Августом, підтримуючи членів гуртка матеріально (так, він подарував Горацієві маєток поблизу Риму). Внаслідок цього ім'я Мецената згодом стало означати щось на кшталт сучасного спонсора (в Україні нині функціонує «Ліга українських меценатів»).
Меценат став першим, хто створив парк — лат. Horti Maecenatiani, на пагорбі Есквілін. На той час це було загальне кладовище бідного люду з глибокими колодязями (puticuli), куди скидали трупи рабів і жебраків, поряд з міськими звалищами; місце, де страчували злочинців, а тіла страчених не ховали, а кидали тут же на місці. Водночас смердючі випари, що стояли над ним, під час будь-якого вітру напливали на місто, несучи із собою задуху і заразу. За наказом Мецената вся ця ділянка була засипана шаром землі 6-7 м заввишки, після чого на цьому насипу він розбив свій парк. За заповітом парк успадкував імператор Август.
Він помер 8 року до н. е. (746 року від заснування міста Риму), гаряче оплакуваний друзями й усім народом, і заповівши все своє майно Августу. З його творів (здебільшого на природно-історичну тематику) уціліли тільки уривки. Ім'я Мецената як прихильника витончених мистецтв і покровителя поетів стало прозивним.

## Літературна діяльність
Меценат сам був здібним письменником і поетом. Його твори вирізняли вишуканість і вибагливість, застосування численних метафор. На жаль, з його творчості збереглося доволі мало. Найбільш повні — це діалоги «Бенкет», «Про мій спосіб життя». Серед віршованих творів варто відзначити поему у віршах «Прометей».